# Tozé
António José Pinheiro Carvalho (Forjães, Portugal, 14 de enero de 1993) es un futbolista portugués. Juega de centrocampista en el Al-Riyadh de la Liga Profesional Saudí. 

## Selección nacional
Ha sido internacional con la selección de fútbol sub-20 de Portugal.

### Participaciones en Copas del Mundo
| Mundial                               | Sede    | Resultado        |
| ------------------------------------- | ------- | ---------------- |
| Copa Mundial de Fútbol Sub-20 de 2013 | Turquía | Octavos de final |

## Clubes
| Club                         | País                   | Año       | Partidos | Goles |
| ---------------------------- | ---------------------- | --------- | -------- | ----- |
| F. C. Porto "B"              | Portugal               | 2012-2014 | 75       | 28    |
| F. C. Porto                  | Portugal               | 2013-2015 | 2        | 0     |
| G. D. Estoril Praia (cedido) | Portugal               | 2014-2015 | 37       | 7     |
| Vitória S. C.                | Portugal               | 2015-2019 | 68       | 10    |
| Vitória S. C. "B"            | Portugal               | 2016      | 4        | 2     |
| Moreirense F. C. (cedido)    | Portugal               | 2017-2018 | 32       | 11    |
| Al-Nasr S. C.                | Emiratos Árabes Unidos | 2019-2023 | 129      | 37    |
| Al-Hazm                      | Arabia Saudita         | 2023-2024 | 36       | 9     |
| Al-Riyadh                    | Arabia Saudita         | 2024-     | 34       | 5     |

## Palmarés

### Títulos nacionales
| Título                                     | Club          | País                   | Año  |
| ------------------------------------------ | ------------- | ---------------------- | ---- |
| Primeira Liga                              | F. C. Porto   | Portugal               | 2013 |
| Copa de Liga de los Emiratos Árabes Unidos | Al-Nasr S. C. | Emiratos Árabes Unidos | 2020 |